# Підземне сховище пропілену у Ле-Гран-Серр
Підземне сховище пропілену у Ле-Гран-Серр — розташований на сході Франції об'єкт інфраструктури, призначений для обслуговування підприємств нафтохімічної промисловості.
Сховище діє в системі продуктопроводу Фейзен — Руссільйон — Пон-де-Кле, введеному в експлуатацію у 1972-му для транспортування пропілену з піролізного виробництва у Фейзені до ряду споживачів. Зберігання названого олефіну організували у розташованій на глибині від 1252 до 1346 метрів каверні, створеній в 1970—1972 роках шляхом розмивання сольових відкладень. Порожнина має об'єм у 55 тисяч м3 та призначена для утримання рідкого пропілену при тиску 16 МПа.
В 2021-му у сховище було закачано 107 тисяч тонн та відібрано 95 тисяч тонн.